# Pseudostriga cambodiana
Pseudostriga cambodiana är en snyltrotsväxtart som beskrevs av Bonati. Pseudostriga cambodiana ingår i släktet Pseudostriga och familjen snyltrotsväxter. Inga underarter finns listade i Catalogue of Life.